# Balladen om ett brustet hjärta
Balladen om ett brustet hjärta är en singel från år 2012 av skivbolaget Roxy Recordings. Låten är inspelad och framförs av Sarah Dawn Finer. Texten och musiken är av Mauro Scocco och skivan är producerad av Johan Röhr.